# Ganthier
Pour l’article ayant un titre homophone, voir Gantier.
Ganthier (Gantye en créole) est une commune d'Haïti, située dans le département de l'Ouest et dans l'arrondissement de Croix-des-Bouquets.

## Géographie
Ganthier est située près du l'étang Saumâtre, à 12 km au nord-est de Port-au-Prince. Le Fonds-Parisien est le dernier village important sur la route nationale 8 avant la frontière avec la République dominicaine et le poste frontière de la localité de Malpasse, le principal point de passage entre les deux pays.

## Démographie
La commune est peuplée de 56 869 habitants(recensement par estimation de 2009).

## Administration
La commune est composée des sections communales de :
- 1re section:
- Galette Chambon
- 2e section
- Balan[2]
- 3e section par intérim
- Fonds-Parisien
- 4e section :
- Mare Roseaux
- 5e section

## Économie
L'économie de la ville repose sur l’agriculture